# Llista de districtes d'Irlanda del Nord per població
Aquesta és la Llista dels districtes d'Irlanda del Nord per població.
| Rangle | Consell                | Població | Títol              |
| ------ | ---------------------- | -------- | ------------------ |
| 1      | Belfast                | 280,962  | Ciutat             |
| 2      | Lisburn                | 120,165  | Ciutat             |
| 3      | Derry                  | 107,877  | Ciutat             |
| 4      | Newry i Mourne         | 99,480   | Districte          |
| 5      | Craigavon              | 93,023   | Borough            |
| 6      | Newtownabbey           | 85,139   | Borough            |
| 7      | North Down             | 79,900   | Borough            |
| 8      | Ards                   | 78,937   | Borough            |
| 9      | Down                   | 69,731   | Districte          |
| 10     | Castlereagh            | 67,242   | Borough            |
| 11     | Ballymena              | 64,044   | Borough            |
| 12     | Fermanagh              | 61,805   | Districte          |
| 13     | Armagh                 | 59,349   | Ciutat i Districte |
| 14     | Coleraine              | 59,067   | Borough            |
| 15     | Dungannon i Tyrone Sud | 57,852   | Borough            |
| 16     | Antrim                 | 53,428   | Borough            |
| 17     | Omagh                  | 51,356   | Districte          |
| 18     | Banbridge              | 48,339   | Districte          |
| 19     | Magherafelt            | 45,038   | Districte          |
| 20     | Strabane               | 39,384   | Districte          |
| 21     | Carrickfergus          | 39,114   | Borough            |
| 22     | Cookstown              | 37,013   | Districte          |
| 23     | Limavady               | 33,536   | Borough            |
| 24     | Larne                  | 32,180   | Borough            |
| 25     | Ballymoney             | 31,224   | Borough            |
| 26     | Moyle                  | 17,050   | Districte          |